# Golfo di Gela
Il golfo di Gela si trova sulla costa meridionale della Sicilia ed è il più ampio dell'isola. Esso è compreso tra Punta Braccetto ad est, e  Licata ad ovest. Prende il nome dalla città omonima in provincia di Caltanissetta.
La costa, caratterizzata dalle tipiche formazioni dunali ricoperte di macchia mediterranea, è bassa e sabbiosa. In brevi tratti la spiaggia è preceduta da alte pareti calcaree o argillose. Nel golfo sfociano diversi corsi d'acqua: Salso, Comunelli, Gela, Dirillo, Ippari, i torrenti delle due Rocche, Rabbito, Gattano ed il torrente Rifriscolaro.
Nel golfo si aprono alcuni porti: porto Rifugio di Gela (utilizzato per piccole imbarcazioni), porto Isola di Gela (utilizzato dal polo petrolchimico della città soprattutto per le navi cisterna), il porto di Licata ed il porto di Scoglitti.
Fra i monumenti eretti sulla costa del golfo vi sono la torre di Manfria, nel territorio di Gela, e il Castello di Falconara, nel territorio di Butera.
Ad est, verso Scoglitti, si trova inoltre la "riserva naturale orientata" del Biviere di Gela; e in seguito verso Punta Braccetto, troviamo anche la Riserva naturale integrale Cava Randello.
Nei pressi della foce del fiume Ippari si trova il sito archeologico regionale di Kamarina. Località balneari frequentate nel periodo estivo sono Manfria, Marina di Butera, Roccazzelle, Scoglitti, Macconi, Marina di Acate e Macchitella.
Durante la Seconda guerra mondiale vi si svolse lo sbarco delle truppe anglo-americane il 10 luglio 1943.